# Philippe Mellot
Philippe Mellot, né le 7 octobre 1959 à Paris, est un journaliste et auteur, spécialiste de bandes dessinées ainsi que du Paris des XIXe et XXe siècles.

## Biographie
Philippe Mellot est le coauteur, avec Michel Béra et Michel Denni, du BDM Trésors de la bande dessinée — BDM est l’acronyme de leurs trois patronymes —, dont la première édition date de 1979, alors qu'il avait 20 ans. La dernière en date est la vingtième-deuxième édition, le BDM 2021, publié en 2021 aux éditions des Arènes.
Il est l'auteur ou le coauteur de plusieurs autres guides autour du 9e art, comme Les Aventures de la BD, collection « Découvertes », Gallimard, Chronologie de la BD, guide culturel chez Flammarion en 1996, L’ABCdaire de la bande dessinée, toujours chez Flammarion en 2002, ou le BDguide, encyclopédie de la bande dessinée internationale chez Omnibus, l'année suivante.
À 21 ans, en 1980, il est expert membre de l’U.N.E.C.O. (Union Internationale des Experts en Collections Spécialisées) et, 30 ans plus tard, en 2010, est agréé comme expert en livres modernes et en bandes dessinées auprès du Conseil des ventes volontaires.
En 1982, à 23 ans, il est secrétaire général de la rédaction du nouveau Charlie Mensuel. L'année suivante il en est rédacteur en chef jusqu'en 1986, date à laquelle le magazine fusionne avec Pilote et devient Pilote & Charlie. Philippe Mellot garde sa fonction jusqu'en 1988, année où le magazine reparaît sous le seul nom Pilote. Il sera le tout dernier rédacteur en chef de cette célèbre revue créée en 1959, jusqu'à sa fin définitive, en octobre 1989.
En 1988, il signe L’Univers de Morris chez Dargaud et participe en 2013 au hors-série coédité par Le Point et Historia : Les Personnages de Lucky Luke et la véritable conquête de l’Ouest.
Il est aussi spécialiste des œuvres d'Hergé, duquel il a été nommé expert lors de ventes publiques de collections. Entre 2010 et 2014, il est coauteur, avec Jean-Marie Embs et Philippe Goddin, de la documentation et des suppléments des quarante-cinq volumes de la série Archives Tintin aux Éditions Atlas. En 2014, il participe au hors-série L’Express / Beaux Arts magazine intitulé Le Rire de Tintin : Les Secrets du comique d’Hergé. Il prépare, à partir de 2015, la publication des Œuvres complètes d’Hergé en prépublication originale, en plusieurs volumes, chez Casterman, avec Jean-Marie Embs et Benoît Peeters.
Autre auteur dont Philippe Mellot est spécialiste : Jules Verne. En 2005, pour le centenaire de la mort de l’auteur, il a coécrit Le Guide Jules Verne avec Jean-Marie Embs et, de 2005 à 2007, il est directeur de collection et concepteur graphique pour une série de fac-similés des éditions Hetzel de la série des Voyages extraordinaires, en 16 volumes. Il est nommé expert à l'hôtel Drouot de plusieurs ventes publiques : en 2009, la « Collection Richard Kakou », qui rassemble des livres, affiches et autographes de Jules Verne ; en 2012, celle des « Voyages extraordinaires de Jules Verne, collection Jean-Alain Marquis ». Avec Jean-Marie Embs, il codirige la librairie Monte Cristo depuis 1989 (anciennement librairie Jules Verne) à Paris 6e, spécialiste des ouvrages de Jules Verne et des cartonnages illustrés du XIXe et début du XXe siècle.
Parallèlement à son inclination pour les vieux ouvrages et la bande dessinée, il se passionne pour le Paris du XIXe et du XXe siècle, autour d'archives photographiques comme celles de Charles Marville (1813-1879) avant les grands travaux de Haussmann, dans les ouvrages Paris sens dessus-dessous (1991) et Le Nouveau Paris sens dessus-dessous (1995), tous deux réédités depuis. Il a publié une quinzaine d'ouvrages illustrés. En 2014, à l’occasion du centenaire du début de la Seconde Guerre mondiale, il publie Paris en guerre 1914-1918, qui est finaliste du Prix du Guesclin.

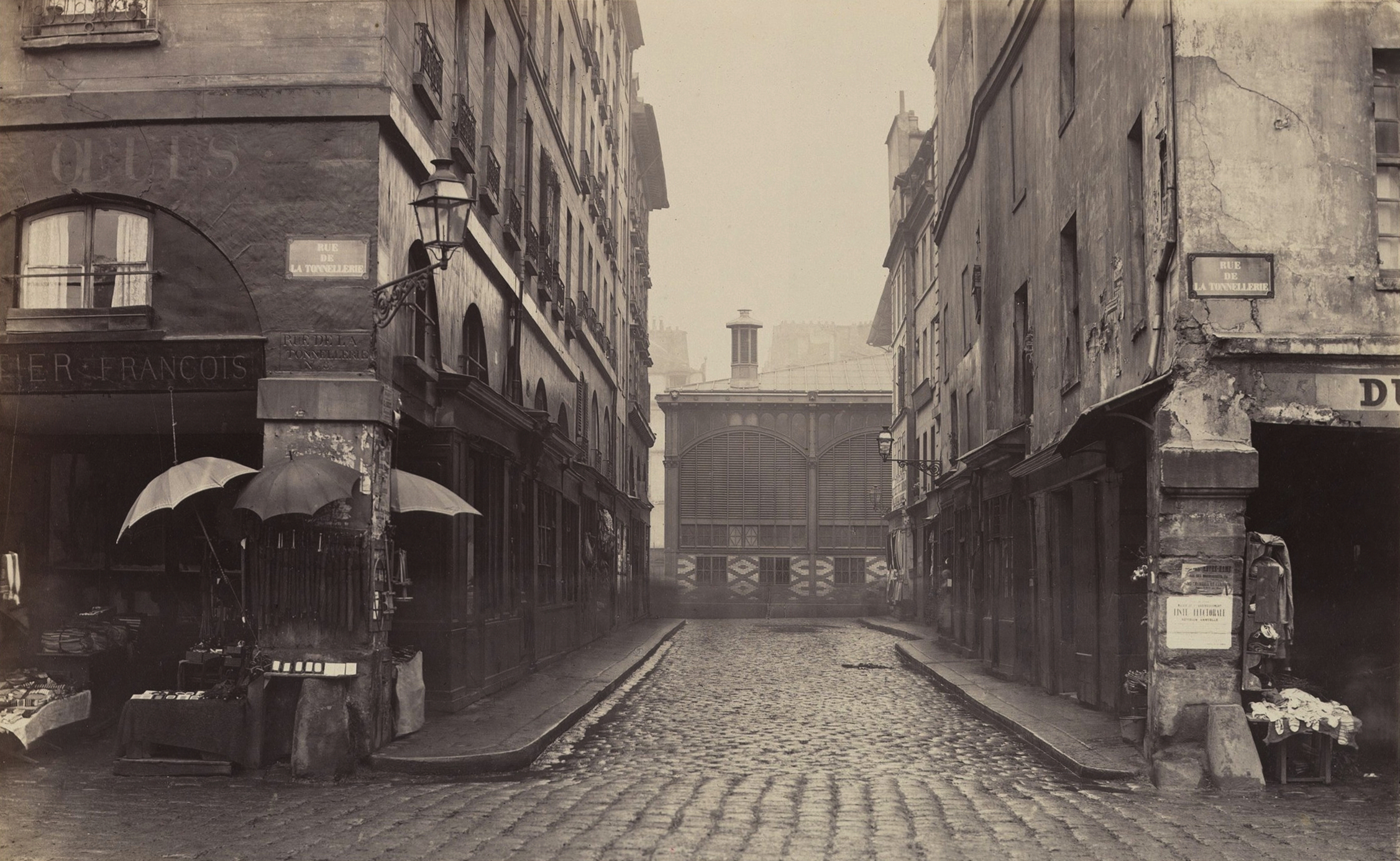
Paris, rue du Contrat Social, photographie de Charles Marville, vers 1860.

## Autour de la bande dessinée

### Publications
- 1979 : BDM Trésors de la bande dessinée, avec Michel Béra et Michel Denni, éditions de L’Amateur
- 1986 : Mémoires d’une entraîneuse, scénario écrit avec Michel Denni, dessins de G. Lévis, Charlie Mensuel. Album édité en Italie chez Isola Trovata en 1986, puis en France chez Ædena en 1987 et chez Albin Michel en 1989 sous le titre À corps perdu.
- 1986 : Images passions, la bande dessinée française de 1980 à 1986, avec Claude Moliterni et Michel Denni, Fleurus
- 1988 : L’Univers de Morris, Dargaud
- 1996 :
  - Les Aventures de la BD, avec Claude Moliterni et Michel Denni, coll. « Découvertes Gallimard / Littératures » (no 273), Gallimard
  - Chronologie de la BD, guide culturel, avec Claude Moliterni, coll. « Tout l’art », Flammarion ; réédition augmentée publiée en 2002 en Corée du Sud et en coréen
- 1997 : trois ouvrages sur l’iconographie des fascicules populaires, éditions Michèle Trinckvel
  - Les maîtres du mystère : de Nick Carter à Sherlock Holmes, 1907-1914, Paris, Michèle Trinckvel, coll. « Les maîtres du merveilleux » (no 1), 1997, 112 p. (ISBN 2-85132-084-X, présentation en ligne).
  - Les maîtres de l’aventure : sur terre, sur mer et dans les airs, 1907-1959, Paris, Michèle Trinckvel, coll. « Les maîtres du merveilleux » (no 2), 1997, 112 p. (ISBN 2-85132-083-1, présentation en ligne).
  - Les maîtres du fantastique : et de la science-fiction, 1907-1959, Paris, Michèle Trinckvel, coll. « Les maîtres du merveilleux » (no 3), 1997, 112 p. (ISBN 2-85132-085-8, présentation en ligne).
- 1998 : Les Héros de la bande dessinée internationale et leurs auteurs, CD-ROM interactif, avec Claude Moliterni, Michel Denni, Laurent Turpin, Nathalie Michel et Isabelle Morzadec, ODA éditeur
- 2002 : L’ABCdaire de la bande dessinée, avec Claude Moliterni et Laurent Turpin, Flammarion
- Claude Moliterni, Philippe Mellot, Laurent Turpin, Nathalie Michel-Szelechowska et Michel Denni, BD Guide - Encyclopédie de la BD internationale, Omnibus, 2003[7]
- Claude Moliterni, Philippe Mellot, Laurent Turpin, Nathalie Michel-Szelechowska et Michel Denni, BD Guide 2005, Omnibus, 2004[8]
- 2005 : Le Guide Jules Verne, avec Jean-Marie Embs, éditions de L’Amateur.
- 2008 : BDM Trésors de la bande dessinée 2009-2010, « BDM fête ses 30 ans »
- 2012 : BDM Trésors de la bande dessinée 2013-2014, 19e édition revue, corrigée et augmentée, éditions de L’Amateur
- 2014 : BDM Trésors de la bande dessinée 2015-2016, 20e édition revue, corrigée et augmentée, éditions de L’Amateur

### Rédacteur en chef
- Charlie Mensuel : à la réapparition du journal en 1982, il est secrétaire général de la rédaction jusqu'en 1983 (nos 1 au 16), date à laquelle il devient rédacteur en chef jusqu'en 1986[9] (nos 17 au 45), quand le journal devient Pilote & Charlie
- Pilote & Charlie : rédacteur en chef de 1986 à 1988 (nos 1 au 27), quand le journal redevient Pilote
- Spot-BD : rédacteur en chef de 1986 à 1988 (nos 1 au 23, dernier numéro du magazine), mensuel édité par Dargaud
- Pilote : rédacteur en chef de 1988 à 1989 (nos 28 au 41, dernier numéro du journal)
- P&BD (Prévention et Bande Dessinée) : rédacteur en chef, 2009

### Directeur de collection ou collaborateur
- 1983 : crée chez Dargaud la collection « Tirages de tête »
- 1989 : directeur de collection pour Les Aventures de Harry Dickson par Jean Ray, aux éditions Art et BD
- 2000 : collabore à la collection de fascicules « Planète BD » chez Hachette
- 2003 - 2005 : concepteur graphique des couvertures de la collection « Archives » qui comporte 45 volumes, aux Éditions de Lodi
- 2005 - 2007 :
  - directeur de collection et concepteur graphique pour une série de fac-similés des Voyages extraordinaires de Jules Verne, version des éditions Hetzel, en 16 volumes aux éditions Nov’Édit
  - directeur de collection de la série « Les Grands Classiques du roman policier » en 12 volumes, aux éditions Nov’Édit
- 2010 - 2014 : coauteur avec Jean-Marie Embs et Philippe Goddin de la documentation et des suppléments des 45 volumes de la série Archives Tintin, aux Éditions Atlas
- 2016 : Hergé, Hergé, le feuilleton intégral, collaborateur, avec Jean-Marie Embs et Benoît Peeters, Bruxelles, éditions Moulinsart ; Paris, Casterman

### Autres travaux
En 1976, il fonde le magazine L’Œil à roulettes et participe les années suivantes à plusieurs revues, comme L’Avant-scène cinéma, (À suivre), Le Collectionneur de bandes dessinées ou Le Masque noir. En 1979, lorsqu'est publiée la première édition du BDM Trésors de la bande dessinée, Philippe Mellot alors âgé de 20 ans est assistant du journaliste et historien Francis Lacassin, et attaché de presse, commissaire d'exposition et coorganisateur de la Convention de la BD à Paris, jusqu'en 1981.
En 1980, à 21 ans, il est expert membre de l’U.N.E.C.O. (Union Internationale des Experts en Collections Spécialisées).
En 1989, il participe à la refonte de L’Histoire mondiale de la bande dessinée dirigée et éditée par Pierre Horay. Dix ans plus tard, il crée BDzoom.com, premier portail sur le sujet, avec Claude Moliterni et Laurent Turpin.
En 2010, il est agréé comme expert en livres modernes et en bandes dessinées auprès du Conseil des ventes volontaires, et est nommé expert pour des ventes autour de collections des œuvres de Jules Verne et d'Hergé,.

### Contributions
- 1981 : « Bande dessinée et cinéma», no 40 du supplément "Cinémathèque" inclus dans L’Avant scène cinéma no 263 consacré à Mon oncle d'Amérique d’Alain Resnais.
- 1984 : Préface pour La Petite Annie 1938-1939, vol.1, de Brandon Walsh et Darrell McClure, collection Copyright, Futuropolis
- 1984 - 1985 : série de gags « Les fantasmes de Zoé » avec Georges Lévis, revue Charlie Mensuel, dans 5 numéros, du no 30 au no 34.
- 1987 :
  - Préface pour la nouvelle édition de Le Temple de l'oubli de Régis Loisel et Serge Le Tendre, 2e volet de la série La Quête de l'oiseau du temps, Dargaud.
  - Préface pour Doc Savedge le aventurier de Coucho, éditions Philippe Renaux.
- 2007 : « Biographie imaginaire de Lucky Luke » dans Tous à l’ouest, une aventure de Lucky Luke, album sur les dessous du film produit par Xilam, éditions Nicolas Chaudun.
- 2010 :
  - Postface pour Le Noël de Monsieur Scrooge de Charles Dickens, illustré par Arthur Rackham, Omnibus.
  - Postface pour Alice au pays des merveilles de Lewis Carroll, illustré par Arthur Rackham, Omnibus.
- 2011 : Postface pour Peter Pan dans les jardins de Kensington de James Matthew Barrie, illustré par Arthur Rackham, Omnibus.
- 2013 :  Participation au hors-série Le Point / Historia : « Les Personnages de Lucky Luke et la véritable conquête de l’Ouest »
- 2014 : Participation au hors-série L’Express / Beaux-arts magazine : « Le Rire de Tintin. Les secrets du comique d’Hergé ».
- 2010 - 2014 : Coauteur avec Jean-Marie Embs et Philippe Goddin de la documentation et des suppléments des 45 volumes de la série Archives Tintin. Auteur des présentations ou des préfaces des quarante-cinq volumes.

## Autour du vieux Paris

### Publications
- 1991 : Paris sens dessus-dessous, éditions V&O, avec plus de 300 photographies de rues prises par Charles Marville entre 1852 et 1867, à la veille de leur disparition avant les grands travaux d'Haussmann. Réédité chez Michèle Trinckvel à partir de 1993 puis les deux volumes en un (Paris sens dessus-dessous et Le nouveau Paris sens dessus-dessous), EDL, 2001.

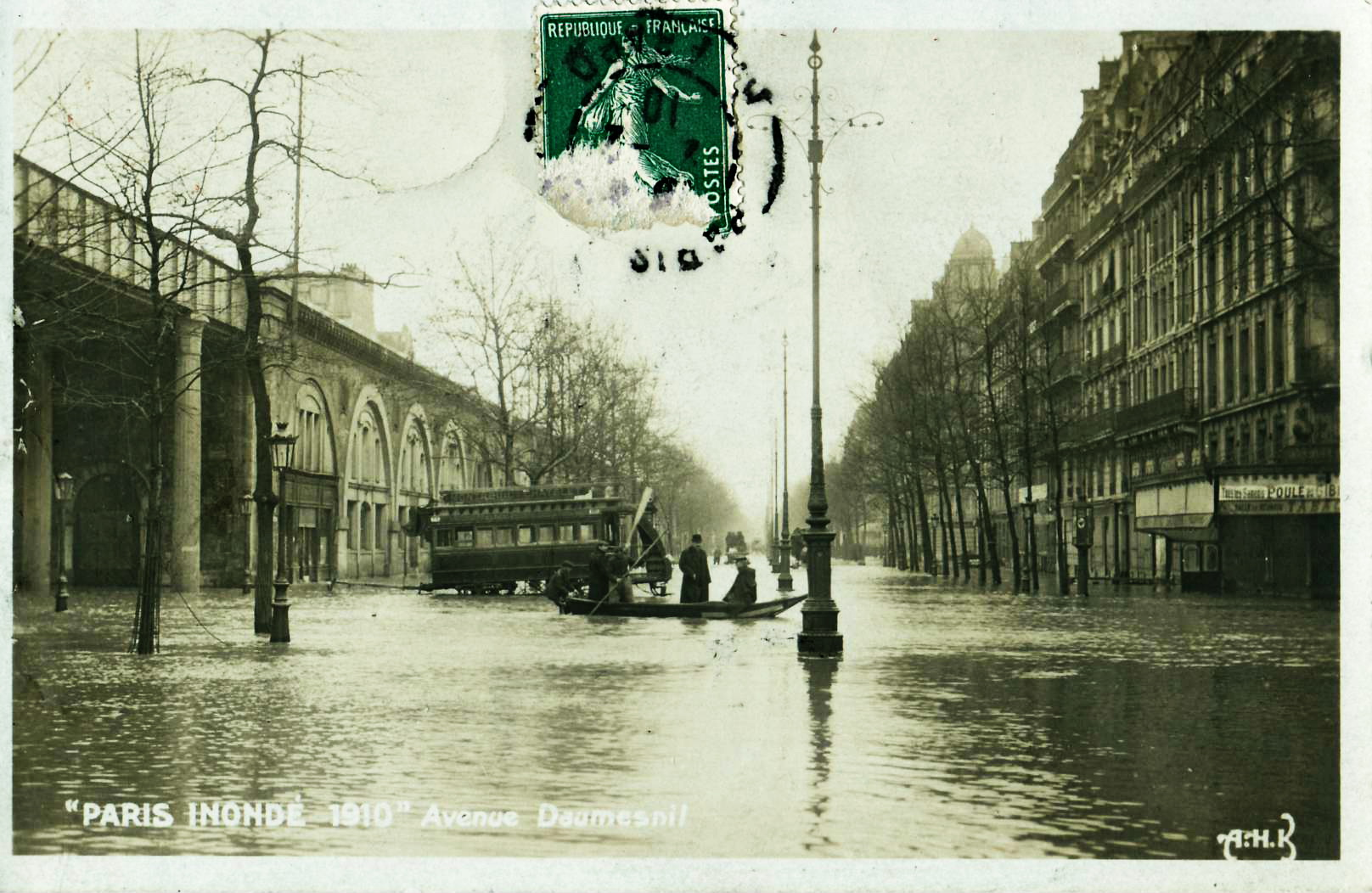
Carte postale de Paris inondé 1910 : avenue Daumesnil.

- 1995 : Le Nouveau Paris sens dessus-dessous, second volume, Michèle Trinckvel.
- 1996 : Paris disparu, avec 337 photographies inédites de rues et décors du vieux Paris entre 1845 et 1930. Réédité chez EDL en 2000, et chez Lodi en 2012.
- 2001 : Villages et faubourgs du vieux Paris, avec près de 300 photographies inédites, prises entre 1917 et 1973, des faubourgs rattachés à Paris en 1860, EDL.
- 2003 : Paris inondé, avec près de 300 photographies de l’inondation de Paris début 1910, EDL.
- 2006 : Paris au temps des fiacres, illustré d’environ 350 photos et dessins, dont photos de Eugène Atget, éditions de Borée.
- 2008 : La Vie secrète de Montmartre, illustré par des centaines de photographies et dessins, Omnibus.
- 2009 : La Vie secrète du Quartier latin, illustrée d’environ 350 photos et dessins, Omnibus
- 2010 : La Vie secrète des Halles de Paris[10], Omnibus.
- 2011 : Les Vies secrètes du vieux Paris. Le Livre d’or des petites gens, des mauvais garçons et des filles de joie[11], Omnibus.
- 2012 : Vivre à Paris de la Restauration à la Belle Époque[12],[13], illustré de 500 photographies et dessins, Omnibus.
- 2014 :
  - Les Églises de Paris. Abbayes, chapelles, couvents, monastères et cimetières, illustré de 500 documents. Éditions Place des Victoires.
  - Paris disparu. Les Faubourgs (Villages et faubourgs du vieux Paris), nouvelle édition sous une nouvelle couverture, éditions Place des Victoires.
  - Paris Sens dessus dessous ; L’intégrale, nouvelle édition, éditions Place des Victoires.
  - Paris en guerre 1914-1918. Le Quotidien des femmes, des enfants, des vieillards, des «  embusqués » et des profiteurs[5], illustré de 600 photographies, dessins et documents, Omnibus. Finaliste du Prix du Guesclin 2014[6].
- 2015 :
  -  Les Gastronomes parisiens : restaurants & gargotes du Palais-Royal, des  Halles, des Grands boulevards, des Champs-Élysées et du Quartier latin, 1765-1914, coll. « Les vies secrètes du vieux Paris », Omnibus  (ISBN 9782258118225)
  - Les Montmartrois : l'album de famille : marchands de vin, restaurateurs, cabaretiers, artistes, petits commerçants et autre figures de la Butte, 1871-1940, coll. « Les vies secrètes du vieux Paris », Omnibus  (ISBN 9782258118218)

## Autour de la littérature jeunesse

### Publications
- 1999 : Le Siècle d’or du livre d’enfants et de jeunesse (1840-1940), avec Jean-Marie Embs, éditions de l’Amateur. Réédition augmentée en 2006 sous le titre : 100 ans de livres d’enfant et de jeunesse, EDL.

## Autour du cinéma
- 1980 : acteur dans Cauchemar, film français de Noël Simsolo
- 1991 : acteur dans La Griffe d’Horus, les aventures de Harry Dickson, film français de Jean Rollin sur un scénario de Gérard Dôle, avec Jean-Michel Nicollet dans le rôle de Harry Dickson.
- 2009 : Documentaliste et conseiller historique autour de la Girafe offerte à Charles X par Méhémet Ali (première girafe à fouler le sol de France en 1826), pour le long-métrage d’animation français Zarafa, réalisé par Rémi Bezançon et Jean-Christophe Lie, sorti en 2012.

## Distinctions
- 1979 : Juré pour le Prix du Génie décerné durant la Convention de la BD
- 1980 : Expert membre et chargé des relations publiques de l’U.N.E.C.O. (Union Internationale des Experts en Collections Spécialisées)
- 1996 :
  - Juré pour le Centenaire de la bande dessinée, décerné au restaurant Drouant à Hugo Pratt.
  - Juré pour les Grands Prix Nationaux du ministère de la Culture, catégorie Arts graphiques, attribué à Philippe Druillet.
- 1997 :  Chevalier de l'ordre des Arts et des Lettres
- 2010 : Agréé comme expert en livres modernes et en bandes dessinées auprès du Conseil des ventes volontaires.
- 2014 : Finaliste du Prix du Guesclin pour son ouvrage Paris en guerre 1914-1918[6]